# Winkel (Zurich)
Pour les articles homonymes, voir Winkel.
Winkel est une commune suisse du canton de Zurich.

Vue aérienne (1962).

## Monuments et curiosités
La villa romaine de Seeb est un vaste dispositif (210×400 m) datant des Ier et IIe siècles après J.-C. Les fouilles pratiquées entre 1958 et 1970 ont permis de dégager les fondations d'une maison patricienne, de deux bâtiments d'habitations, d'une ferme, d'un atelier, d'une maisonnette abritant un puits et d'autres constructions.